# Luc Suarez
Lucas Suarez (Londres, 26 de julio de 1976) es un compositor, orquestador, multinstrumentista y productor de música que actualmente reside y trabaja entre Barcelona, Londres, Paris y Los Ángeles. 
Ha compuesto y producido la Banda Sonora Original de más de 40 largometrajes de ficción y documentales, numerosas partituras y arreglos para publicidad y series de televisión. 
Entre sus composiciones originales para cine figura El proyeccionista (2019), dirigida por el multipremiado director José María Cabral,  y ha trabajado junto al nominado al Oscar Javier Navarrete, el ganador del BAFTA Murray Gold o el ganador de varios Premios Grammy Pharell Williams. Ha compuesto piezas clásicas para el renombrado Carlos Bonell. Como instrumentista y arreglista ha colaborado con artistas de la talla de Piers Faccini o el actual director de Warner music Paul Broucek. Actualmente compagina su labor como compositor impartiendo clases magistrales en la escuela internacional de Audio SAE Barcelona, en el Liceo de Barcelona, el festival de Cine de Galicia y el festival de cine internacional MOSMA en Málaga.

## Filmografía seleccionada
- 2020 - Te quiero, imbécil - Dirigida por Laura Mañá, con Quim Gutiérrez, Ernesto Alterio
- 2020 - Flipped - Dirigida por Ryan Case con Andy Garcia, Eva Longoria
- 2020 - Sol en el agua - Dirigida por Francisco Valdez
- 2020 - Antlers - Dirigida por Scott Cooper con Keri Russell, Jesse Plemons
- 2019 - Wellcome to Acapulco[4] - junto a Javier Bayon, con Michael Madsen, Paul Sorvino
- 2019 - El Proyeccionista - Dirigida por José María Cabral con Felix Germán
- 2017 - Dorien (Serie TVE1) - con Macarena Gómez, Eduardo Casanova, Dafne Fernández
- 2016 - Nightworld[5] - con Robert Englund dirigida por Patricio Valladares
- 2014 - L'Altra frontera  con Ariadna Gil
- 2013 - 47 Ronin - Con Keanu Reeves
- 2010 - Warrior’s way - Con Jeffrey Rush y Dani Houston
- 2005 - La monja[6] - Dirigida por Luis de la Madrid con Manu Fullola